# Malaxis hoppii
Malaxis hoppii là một loài thực vật có hoa trong họ Lan. Loài này được (Schltr.) Løjtnant mô tả khoa học đầu tiên năm 1977.